# دیفناکوم
دیفناکوم (به انگلیسی: Difenacoum) با فرمول شیمیایی C31H24O3 یک ترکیب شیمیایی با شناسه پاب‌کم 12901 است. که جرم مولی آن ۴۴۴٫۵۲ گرم بر مول می‌باشد. 